# اس‌ئی‌وی-۳
اس‌ئی‌وی-۳ (به انگلیسی: Seversky_SEV-3) یک هواگرد ملخ‌پیشین تک‌موتوره از نوع Three-seat amphibian ساخت شرکت Seversky Aircraft است. هواگرد اس‌ئی‌وی-۳ نخستین پروازش را در ۱۹۳۳ میلادی انجام داد.
طراح این هواگرد، الکساندر کارتولی بود.